# اولیمپیا کاوالی
اولیمپیا کاوالی (ایتالیایی: Olimpia Cavalli؛ ‏ ۳۰ اوت ۱۹۳۰ – ۲۹ مارس ۲۰۱۲) بازیگر اهل ایتالیا بود.
از فیلم‌هایی که وی در آن نقش داشته‌است، می‌توان به هشت‌ونیم، یوزپلنگ، به‌راستی چه بر سر بیبی توتو آمد؟ و کمک بهیار اشاره کرد.